# マハーバーラタ (テレビドラマ)
マハーバーラタ (Mahabharat) は、同名のヒンドゥー教叙事詩『マハーバーラタ』に基づく、インドのテレビドラマである。
ヒンディー語による全94話の連続ドラマで、初回はDD Nationalにて1988年10月2日から1990年6月24日まで放送された。プロデューサーはB・R・チョープラーで、彼の息子ラヴィ・チョープラーが制作の指揮を務めた。楽曲はラージ・カマルの作曲による。脚本はウルドゥー語詩人のラーヒー・マスーム・レザーが、ヴィヤーサによる原作に基づいて制作した。番組のための衣装は、Maganlal Dresswalaによって提供された。
各話の放送時間は約45分で、叙情詩調の歌詞と『バガヴァッド・ギーター』にある2節から成る主題歌で始まった。

## 制作
制作チームのメンバーだったキショール・マルホートラによれば、この連続テレビドラマの総制作費は9,000万ルピー（130万USドル)であった。フィローズ・カーンは、オーディションには不合格となったにもかかわらず、アルジュナ (Arjun) のキャラクターの表現のためにキャスティングされた（アルジュナのヒンディー語読みであるArjun（アルジュン）の名は、後にフィローズ・カーンが芸名として借用した）。プラヴィーン・クマールは、チョープラーがある俳優に対し「確固たる神話的なキャラクターを見いだせる」と評価した後で、ビーマ (Bheem) 役に選ばれた。ジューヒー・チャーウラーを含む6人ほどの女優がドラウパディー役の候補となったが、チャーウラーは映画の仕事を得て番組を辞退した。ラムヤ・クリシュナとルーパ・ガングリーが最後に残り、ヒンディー語が上手であったことから最終的にガングリーが選ばれた。ゴーヴィンダーとチャンキー・パーンデーがアビマニユ役として契約したが、彼らは映画の仕事を得て辞退した。最終的に、マスター・マユールがその役を演じた。ほか、ドラマの場面や本来の叙事詩に含まれる神話などを視聴者に解説する時間も設けられ、歴史家などが毎回ドラマにゲスト出演した。

## テレビ放送

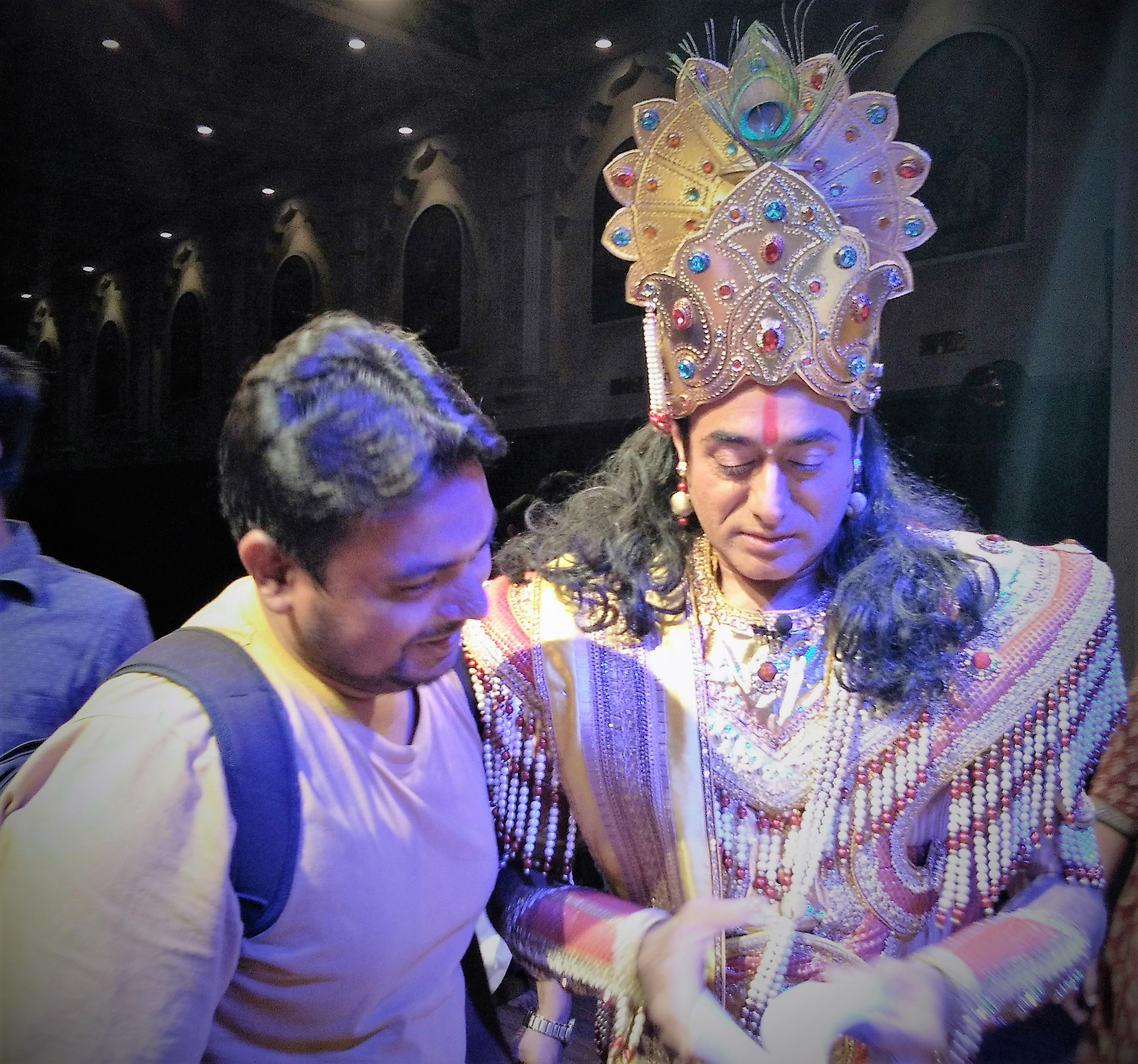
2016年の舞台作品に出演中のニティーシュ・バーラドワージ（2016年9月撮影）

テレビドラマ『マハーバーラタ』は、放送が始まるとたちまち人気番組となり、最高で92%もの視聴率を獲得した。番組は日曜日の午前9時から放送されていたが、多くの人がテレビを視聴したため、各家庭では朝食の時間がずらされ、公共的なイベントがこの番組の時間帯を避けてスケジュールを組むことさえあった。放送時間帯はまちなかでタクシーを拾うのも困難であった。使用人のいる家庭では、通常は使用人が入れない主人の私室にあるテレビで使用人が番組を観られるように配慮されることもあったという。日本の『読売新聞』の1996年の報道では、最初の放送から7年経った1996年時点でもドラマ『マハーバーラタ』の人気は衰えず、日曜日の午前11時半からの放送を国民の3分の1が視聴し、その時間帯には首都ニューデリーでも自動車の交通量が激減するほどであった。なお、出演者中で最も人気のあった俳優は、クリシュナ (Krishna) 役のニティーシュ・バーラドワージであったといわれている。放送当時、インドの一般市民における識字率は4割未満といわれており、ドラマは特撮映像をふんだんに用いた娯楽性の高いつくりとなった。
イギリスではBBCにて放送され、5百万人の視聴者を獲得した。番組はまた、1991年に改革された後のBBC2で放送された初期の番組であったが、その前年にはBBC 1にて深夜番組として放送されていた。

## 家庭用メディア
このテレビドラマは、そのタミル語吹き替え版と一緒にウェブサイト「Rajshri.com」にアップロードされた。また、そのベンガル語吹き替え版の家庭用ビデオソフトがHeart Videoから発売された。

## 放送後
テレビドラマ『マハーバーラタ』は、同じく叙事詩を題材としたテレビドラマ『ラーマーヤナ』（1986年-1987年）と同様に、インドのテレビ番組において成功を収めた神話ものドラマの一つとなった。多くの出演者が番組放送期間を通して人気を博した。ムケシュ・カンナはビーシュマ (Bhishma) 役で名声を得て、自身の会社に登場人物からとった名称をつけた。ガングリーはベンガル語映画での成功した女優の一人となった。

## 政治・社会的影響
Ananda Mitraによる「インドにおけるテレビと大衆文化」（Television and Popular Culture in India- a study of the Mahabharat. New Delhi/Thousand Oaks/London : Sage Publications, 1993.）では、ドラマ『マハーバーラタ』の政治や社会に対する影響が指摘されている。本来の叙事詩『マハーバーラタ』は、物語が語り継がれるインドの各地域の文化が反映され、各地域ごとに異なるイメージでとらえられていた。クリシュナ神への信仰にも地域ごとの違いがあった。ところが全国ネットで放送されたこのドラマは、叙事詩の『マハーバーラタ』の地域ごとのイメージをヒンドゥー至上主義に結びつく1つのイメージで上書きし統一化していき、クリシュナ信仰のあり方も一元化に向かわせていったという。また、多神教のヒンドゥー教には中心的な存在がなかったが、ドラマに登場したクリシュナのイメージがその中心的な位置づけを得たという。こうした影響は、ドラマ『マハーバーラタ』の前にドラマ『ラーマーヤナ』が放送されていた頃からみられていた。これらのテレビドラマは、ヒンドゥー原理主義の台頭を招き、原理主義者による一般市民への宣伝に利用され、ヒンドゥー教の排外主義（例えば1992年のアヨーディヤー・モスクの襲撃）に繋がったとも指摘されている。ヒンドゥー原理主義の勢力拡大の結果、ヒンドゥー至上主義を掲げるインド人民党が1988年の総選挙で大幅に議席を伸ばし、1996年の総選挙では当時の与党・国民会議派を破って第1党となった。そして1998年には他党との連立政権を樹立した。このインド人民党の躍進も、ドラマ『マハーバーラタ』人気が追い風となったともいわれている。